# Торре-Каэтани
То́рре-Каэта́ни (итал. Torre Cajetani) — коммуна в Италии, располагается в регионе Лацио, в провинции Фрозиноне.
По данным Национального института статистики, население коммуны составляет, на 01.01.2023 года, 1293 человека, плотность населения ─ 107,82 чел./км². Площадь коммуны составляет 11,99 км². Почтовый индекс — 03010. Телефонный код — 0775.
Покровителем коммуны почитается архангел Михаил, празднование 8 мая.

## Климат
Согласно климатической классификации итальянских муниципалитетов, Торре-Каэтани входит в зону Е, количество градусо-дней составляет 2595.

## Демография
Динамика населения:

## Администрация коммуны
Главой коммуны является мэр Сильверио Убоди  (итал. Silverio Ubodi), с 4 октября 2021 года.